# Tianzhou 1
Tianzhou 1 (chiń. 天舟一号, Tiānzhōu yīhào; pol. Niebiański Statek Nr 1) – dziewiczy lot pierwszego chińskiego automatycznego statku transportowego Tianzhou. Stanowi on część załogowego programu kosmicznego. Wystrzelony 20 kwietnia 2017 roku rakietą Chang Zheng 7, będąc najcięższym ładunkiem kiedykolwiek wyniesionym przez chińską rakietę nośną. Celem misji było laboratorium orbitalne Tiangong 2, do którego pojazd zadokował 22 kwietnia.

## Misja
Podstawowym celem misji jest test nowego pojazdu, opartego na konstrukcji modułu Tiangong 1. Głównym zaplanowanym przedsięwzięciem była próba przepompowania paliwa z Tianzhou do Tiangong 2 w warunkach mikrograwitacji, przeprowadzona z powodzeniem 27 kwietnia oraz 14 czerwca, i kilkukrotne testy dokowania, zaplanowane na lato 2017 roku. Dodatkowo Tianzhou załadowany był „symulatorami masy” czyli pojemnikami z obciążeniem, wodą i gazem, aby przetestować zachowanie ładunku w czasie lotu. Misja ta pozwoliła w warunkach orbitalnych sprawdzić kluczowy element przyszłej chińskiej stacji wielomodułowej, pozwalający na przeprowadzanie misji długookresowych.
Statek może zabierać do 6,5 tony ładunku, w tym do 2 ton paliwa.
Misja zakończyła się kontrolowanym wejściem w atmosferę i zniszczeniem statku 22 września 2017.